# Teološke kreposti
Teološke ali božje kreposti (redko tudi teologalne kreposti ali nadnaravne kreposti) so kreposti, ki so značilne za kristjane. Tri teološke kreposti so vera, upanje in ljubezen. 

## Pomen v krščanski teologiji
Krščanski misleci so prevzeli antično, predvsem platonsko in aristotelsko pojmovanje kreposti in ga postavili v krščanski filozofski okvir. Tri teološke kreposti tako predstavljajo tri temeljne krščanske religiozne drže, ki jih omenja apostol Pavel (1 Kor 13, 13): vero, upanje in ljubezen. 
Kreposti imenujmo teološke ne v smislu, da bi te kreposti imel Bog, ampak zato, ker se nanašajo na človekov odnos do Boga, v katerega kristjani verujejo, upajo in ga ljubijo. Za svoj izvor, nagib in predmet imajo Boga samega, torej prihajajo od Boga in so nanj naravnane. Kristjane usposabljajo za življenje v povezanosti s Sveto Trojico in jim pomagajo odgovarjati na klic Boga, ki se je v zgodovini dokončno razodel v osebi Jezusa Kristusa. V združenosti z njim vidijo največjo srečo (blaženost) ter smisel in cilj življenja.
Teološke kreposti so temelj, duša in značilnost kristjanovega nravnega delovanja, saj oblikujejo in oživljajo vse nravne kreposti. So poroštvo za to, da je Sveti Duh v zmožnostih človeškega bitja navzoč in deluje. Tradicija katoliške moralne teologije jih razlaga skupaj s štirimi kardinalnimi krepostmi. Skupaj predstavljajo sklop sedmih krščanskih kreposti.

## Razvoj znotraj krščanske teologije

### Apostol Pavel
Vera, upanje in ljubezen so v posebni skupni formulaciji prvič navedene v pismih apostola Pavla. Najznačilnejše mesto je 1 Kor 13, 13: »Za zdaj pa ostanejo vera, upanje, ljubezen, to troje. In največja od teh je ljubezen.«
Isto trojico pa najdemo tudi na drugih mestih, npr. 1 Tes 1, 3, 1 Tes 5, 8 in Gal 5, 5-6.
Ta trojica, ki jo navaja apostol Pavel, je postala neke vrste katehetski in teološki okvir teoloških kreposti kljub temu, da jih sam Pavel še ne imenuje tako.

### Avguštin
Sv. Avguštin (354-430) za vero, upanje in ljubezen prvi uporabi izraz »teološke kreposti«. Enchidrion, imenovan tudi Avguštinov katekizem, je njegov kratki traktat, v katerem na podlagi teoloških kreposti razlaga katoliško vero. Bralcu naj bi služil kot priročnik v vsakdanjem življenju.

### Tomaž Akvinski
Najobširneje je o teoloških krepostih pisal sv. Tomaž Akvinski (1225-1274). Podaja tri razloge, zaradi česar se kreposti imenujejo teološke:
- za svoj predmet imajo Boga in pravilno usmerjajo k Bogu
- ne moremo jih pridobiti z lastnimi močmi, ampak so neposredno vlite v človeka s strani Boga
- poznamo jih samo na podlagi Božjega razodetja, ki ga vsebuje Sveto pismo.[6]

Vsako od teoloških kreposti podrobno obravnava v drugem delu druge knjige Teološke sume (Summa Theologiae II-2 q.1-46).
Opredelitve, ki sta jih zapisala sv. Avguštin in sv. Tomaž Akvinski, še danes veljajo za temelj teološkega nauka o treh teoloških krepostih.

### Papeške enciklike
V zadnjih letih je bila vsaki od teoloških kreposti posvečena papeška enciklika. 
- Deus caritas est (Bog je ljubezen) – o ljubezni
- Spe salvi (Rešeni v upanju) – o upanju
- Lumen fidei (Luč vere) – o veri

Benedik XVI. je napisal encikliki Deus caritas est (2005) ter Spe salvi (2007). Enciklika Lumen fidei (2013) je izšla pod imenom papeža Frančiška, sicer pa predstavlja skupni prispevek obeh papežev.

## Vera
Vera (lat. fides, gr. πίστις, pistis) je teološka krepost, s katero verujemo v Boga in sprejemamo za resnico vse, kar je Bog rekel in razodel in kar je Cerkev predložila v verovanje. Zato si tisti, ki veruje, prizadeva, da bi spoznal in izvrševal Božjo voljo. Vera je odgovor na ljubezen Boga, ki nas je prvi ljubil (prim. 1 Jn 4, 10-19).   
Preko vere človek stopa v odnos z Bogom. Za verovanje se človek odloči svobodno, zato vera vedno temelji na volji. Vendar vere ne moremo ločiti od milosti, ta je primarna, vera pa predstavlja človekov odgovor na prejeti Božji dar. 
Verovati pomeni vsebino, ki ni očitna, vendarle brezpogojno sprejeti kot pravo in resnično. K sami naravi vere zato spada tudi dvom, ki omejuje brezpogojnost pritrditve.
Vera je korenina vsega nadnaravnega življenja, po njej človek spoznava Boga ter začne živeti skrivnost svoje nadnaravne poklicanosti k prijateljstvu z Bogom. Z vero človek daje svojemu bivanju radikalno novo smer, ko sprejeme Božjo besedo za najvišjo normo in vodilo svojega življenja ter se podredi milostnemu Božjemu odrešenjskemu načrtu in sklepu. Verovati je isto kakor pustiti Bogu, da je Bog in da sebe ne postavljamo na njegovo mesto.

### Fides quae in fides qua
V patristični dobi je prišlo do razlikovanja med fides qua in fides quae. Sv. Avguštin je zapisal, da zagotovo s popolno resnico lahko rečemo, da se vera verujočih v isti nauk, vtisne v srce vsakega posameznika, ki verujejo v isto stvar. Toda to, kar se veruje (fides quae), je nekaj drugega kot vera, s katero se veruje (fides qua). Prva je namreč v stvareh, za katere je rečeno, da bodisi so bodisi so bile ali bodo; druga pa je v umu verujočega in je zaznavna samo tistemu, čigar je; čeprav v resnici ni sama, ampak je podobna tudi v drugih.
Znotraj kreposti vere se je s tem uveljavilo razlikovanja med objektivnim in subjektivnim vidikom verovanja. Fides quae namreč predstavlja vsebino vere, njen predmet so členi, ki so povzeti v veroizpovedi; temu področju vere se posveča dogmatika. Fides qua pa v ospredje postavi dejanje vere. Tu gre za izročitev človeka Bogu, ki se dogaja preko vstopanja v odnos z Bogom. To področje vere obravnava moralna teologija. 

### Vera v Svetem pismu
Sveto pismo vero razume kot celosten človekov odgovor na Božje odrešenjsko delovanje. V stari zavezi je poudarjen vidik zaupanja Bogu in izročitve njegovemu vodstvu, v novi zavezi v ospredje stopi spoznavni in izpovedujoči vidik vere. »S srcem namreč verujemo, in tako smo deležni pravičnosti, z usti pa izpovedujemo, in tako smo deležni odrešenja.«(Rim 10, 10)
Najlepši zgledi svetopisemske vere so Abraham, Mojzes in Marija.

## Upanje
Upanje (lat. spes, gr. ἐλπίς, elpis) je teološka krepost, s katero hrepenimo po nebeškem kraljestvu in po večnem življenju kot svoji sreči, zaupajoč v Kristusove obljube in opirajoč se na pomoč milosti Svetega Duha, da bi tako zaslužili večno življenje in ostali stanovitni do konca zemeljskega življenja. Krepost upanja je odgovor na hrepenenje po sreči, ki ga je Bog položil v srce vsakega človeka. 
Temelj krščanskega upanja je v Kristusovi velikonočni skrivnosti. S svojo smrtjo in vstajenjem je Kristus kot »glava« Cerkve že dosegel eshaton, končno dopolnitev zgodovine, proti kateri potuje človeštvo. Po delovanju Svetega Duha je verniku dano vstopiti v občestvo z Vstalim Kristusom, kjer se že pričenja novo življenje, ki bo doseglo svojo polnost z vstopom v večno življenje v nebesih. V tem smislu je krščansko upanje že začetek in anticipacija polnosti življenja, ki jo bo vernik prejel ob vstajenju (Kol 2, 12; Kol 3, 1, Ef 2, 6).

### Usmerjenost v prihodnost
Krščansko upanje je bistveno usmerjeno v prihodnost. Krepost upanje zato ne pomeni vdanosti v usodo, nasprotno, neprestana napetost med »že« in »še ne« kaže na presežni temelj upanja. »Odrešeni smo bili namreč v upanju.« (Rim 8,24) Upanje zato predstavlja zaupno in koprneče pričakovanje večne blaženosti v deležnosti pri življenju Svete Trojice, je pričakovanje večnega življena, ki je Bog sam in ga vernik prejme od Boga.
Krepost upanja pa od človeka zahteva sodelovanje. To se izvršuje predvsem preko pričakovanja prihodnjega odrešenja v dokončnem razodetju poveličanega Kristusa in v zaupanju v odrešilno moč ljubezni. Kot se po Pavlovem učenju v veri zgodi opravičenje (opravičenje iz vere), se v upanju zgodi odrešenje (odrešenje iz upanja), oboje pa je anticipacija prihodnjega in dokončnega, eshatološkega odrešenja. »Upanje vidi, česar še ni in kar bo. Ljubi, česar še ni in kar bo.« 

## Ljubezen
Ljubezen (lat. caritas, gr. ἀγάπη, agape) je teološka krepost, s katero ljubimo Boga nad vse in iz ljubezni do Boga ljubimo svojega bližnjega kakor sami sebe. Jezus napravlja iz nje novo zapoved, polnost postave. Ljubezen je "vez popolnosti" (Kol 3,14), temelj drugih kreposti, njihova duša, navdihovalka in urejevalka.
Je višja kakor vse kreposti in predstavlja bistveno sestavino krščanske eksistence. Vsaka krepost je pravzaprav izraz ljubezni in če je ljubezen duša krščanske eksistence, potem mora biti tudi v središču in gonilna sila vseh krščanskih kreposti.
Najlepšo sliko o ljubezni podaja apostol Pavel, ko pravi: »Ljubezen je potrpežljiva, dobrotljiva, ni nevoščljiva, ljubezen se ne ponaša, se ne napihuje, ni brezobzirna, ne išče svojega, se ne da razdražiti, ne misli hudega. Ne veseli se krivice, veseli se pa resnice. Vse opraviči, vse veruje, vse upa, vse prenese« (1 Kor 13, 4-7). Ljubezen je središče vsega krščanskega življenja in prva od teoloških kreposti; brez ljubezni »nisem nič« in »mi nič ne koristi« (1 Kor 13,1-3).
Krepost ljubezni se rojeva iz zavesti, da lahko ljubimo, ker nas je Bog prvi vzljubil (1 Jn 4,19). 

### Različne oblike ljubezni
V slovenščini imamo en sam izraz za ljubezen, medtem ko grščina pozna štiri različne pojme, ki opredeljujejo ljubezen:
- Epithyma – strastna, spolna ljubezen
- Eros – ljubezen kot teženje po združenju z drugim zaradi lastne uresničitve
- Philia – čustvena ljubezen, npr. ljubezen do bratov, prijateljev
- Agape – ljubezen kot podaritev ali žrtvovanje za dobrobit drugega, tudi za ceno lastnega življenja

Pristna ljubezen, ki velja za krepost, sestoji iz pravilnega sorazmerja vseh štirih oblik. Med antičnimi filozofij je o erosu je največ pisal Platon, o philii Aristotel, agape pa je izraz, ki mu grški filozofi ne posvečajo veliko pozornosti, stoji pa v ospredju krščanskega teološkega pojma ljubezni.
C. S. Lewis predlaga še drugačno razdelitev. Najava štiri oblike ljubezni, lastne človeku:
- Naklonjenost – ta oblika ljubezni je prisotna v odnosu staršev do otrok ter otrok do staršev, med sorodniki ter tudi v odnosu med zakoncema
- Prijateljstvo – predstavlja najmanj nagonsko obliko ljubezni, zanjo so značilni skupni interesi, medsebojno zaupanje ter uživanje v navzočnosti drugega
- Eros – strastna ljubezen, od vseh oblik ljubezni je najbolj vezana na nagone, zaznamuje obdobje zaljubljenosti
- Agape – podarjajoča se ljubezen; je najvišja oblika ljubezni, za katero se človek zavestno odloči, z namenom, da drugemu dela dobro.[20]

### Ljubezen v Svetem pismu
Sveto pismo Stare zaveze predstavlja ljubezen na dveh ravneh: ljubezen do Boga in ljubezen do bližnjega. Zapoved ljubezni do Boga – »Poslušaj, Izrael: Gospod je naš Bog, Gospod je edini! Ljubi Gospoda, svojega Boga, z vsem srcem, z vso dušo in z vso močjo!« (5 Mz 6,4-5) – predstavlja temelj vsemu krščanskemu verovanju. Znotraj krščanskega izročila jo je treba razumeti kot zvestobo in poslušnost Bogu, kar se kaže v izpolnjevanju Božje volje.
Merilo ljubezni do bližnjega je ljubezen do sebe (3 Mz 19,18). Med ljudmi vzpostavlja temeljno bratsko držo in spodbuja k pravičnosti. 
Svoj polni pomen pa dobi zapoved ljubezni do bližjega v Novi zavezi. Jezus postavi novo zapoved (Jn 13,34; Jn 15,12), ker sam sebe postavi za zgled ljubezni. Krščanska ljubezen do bližnjega ima tako za svoj temelj ljubezen, s katero je Kristus dal svoje življenje za ljudi (Ef 5,1-2).

## Povezanost teoloških kreposti
V veri, upanju in ljubezni se uresničuje človekova temeljna naravnanost na Boga, hkrati pa so vse tri kreposti eno samo dinamično odrešenjsko počelo. V svojem delovanju se dopolnjujejo ter s tem določajo vse kristjanovo življenje v odnosu do Boga in bližnjega.
Sama vera sicer ne predpostavlja nobenega nadnaravnega dejanja, vendar vsako nadnaravno dejanje zahteva vero. »Je pa vera obstoj resničnosti, v katere upamo, zagotovilo stvari, ki jih ne vidimo« (Heb 11,1). Krepost vere tako že po svoji naravi v sebi nosi krepost upanja in je njen dejanski začetek, kajti krepost upanja je bistveno nadnaravna in za svoj obstoj predpostavlja vero. Človek namreč ne more upati v blaženo večnost, če prej v veri ni spoznal, da je to mogoče doseči. 
V življenju kristjana se vera uresničuje po ljubezni (prim. Gal 5,6; Jak 2,17). Ljubezen je potemtakem dejaven odgovor Bogu na razodete in v veri sprejete resnice, kar se odraža tudi v ljubezni do bližnjega. Ljubezen pa ni postavljena samo v odnos do vere, ampak tudi do upanja: »ljubezen vse veruje, vse upa« (1 Kor 13,7). Upanje človeka razpoloži za ljubezen in jo rodi. Torej je upanje neke vrste hrepenenje po zedinjenju z Bogom v ljubezni.
Ko torej govorimo o eni kreposti, hkrati govorimo tudi o drugih dveh. Treh božjih kreposti zato ne smemo postaviti drugo poleg druge. Če pa bi jih med seboj ločili, bi se pokazale kot osupljivo nepopolne. Kadar so živ odgovor na Božje razodetje, na njegove obljube in njegovo ljubezen, so namreč ena sama resničnost, ki se kaže pod različnimi vidiki. Obstaja neke vrste perihoreza teh treh temeljnih drž, ki jih lahko razumemo samo v luči skrivnosti troedinega Boga.

## Teološke kreposti v umetnosti
Običajno so teološke kreposti v umetnosti upodobljene kot mlade ženske. Le-te lahko v rokah držijo značilne atribute oziroma so oblečene v oblačila značilnih barv – bela (vera), zelena (upanje) in rdeča (ljubezen).
Vera je upodobljena s križem, simbolom krščanstva. Upanje s sidrom, ki se ga človek oklepa v vsakdanjem življenju in mu predstavlja varnost in gotovost. Ljubezen pa v rokah drži srce, simbol ljubezni, ki poteka med Očetom, Sinom in Svetim Duhom in ki ljudem omogoča uresničevanje Božjega kraljestva na tem svetu.  
Tri teološke kreposti so omenjene tudi na začetku rožnega venca: ki nam poživi vero; ki nam utrdi upanje; ki nam vžgi ljubezen.